# Nådendals kyrkliga samfällighet
Nådendals kyrkliga samfällighet (finska: Naantalin seurakuntayhtymä) är en kyrklig samfällighet inom den evangelisk-lutherska kyrkan i Finland belägen i Nådendals stad i det finländska landskapet Egentliga Finland. Till kyrkliga samfälligheten hör Nådendals församling, Rimito församling och Merimasku församling. Velkua församling uppgick i Nådendals församling 2005 och därmed är inte en enhet inom samfälligheten.
Nådendals kyrkliga samfällighet bildades 1 januari 2009 i samband med kommunsammanslagningar mellan Nådendal, Rimito och Merimasku. I januari 2024 hade Nådendals kyrkliga samfällighet tillsammans 14 026 medlemmar. Samfälligheten är en juridisk organ och har hand om bland annat fastigheter, ekonomin och gemensamma tjänster. 

## Lokaler
Nådendals kyrkliga samfällighet äger och förvaltar följande lokaler:
- Nådendals klosterkyrka
- Rimito Sankt Jakobs kyrka
- Merimasku kyrka
- Sankt Henriks kyrka, Velkua
- Nådendals församlingscentrum
- Nådendals prästgård
- Hakapelto kapell
- Merimasku församlingshem
- Rimito församlingshem

### Begravningsplatser
- Nådendals begravningsplats
- Merimasku begravningsplats
- Rimito begravningsplats
- Hakapelto begravningsplats
- Velkua begravningsplats

Dessutom äger samfälligheten två lägergårdar i Nådendal. På fastigheter ägda av Nådendals kyrkliga samfällighet har omfattande renoveringar genomförts under 2000-talet, vilka har finansierats genom försäljning av annan fastighetsegendom. I Nådendal har nästan 10 miljoner euro använts på renoveringar under en 15-årsperiod, vilket inkluderar reparationer av kyrkan, kyrkogårdarna och prästgården samt en grundrenovering av Hakapelto kapell som blev klar 2017. Grundrenoveringen av Merimasku kyrka planeras att finansieras genom att sälja Merimasku prästgård som för närvarande är uthyrd. Efter Merimasku kommer grundrenoveringar av Rimito kyrka och församlingshem att genomföras.